# Asociación de Mujeres Africanas para la Investigación y el Desarrollo
La Asociación de Mujeres Africanas para la Investigación y el Desarrollo (fr: Association des Femmes Africaines pour la Recherche et le Développement AFARD) (en: Association of African Women for Research and Development AAWORD)  es una organización feminista panafricana creada en Dakar en diciembre de 1977 pionera en el desarrollo de metodologías y conceptos basados en las realidades africanas y el enfoque de género. Formada por académicas y activistas, está considerada la primera organización feminista en denunciar las condiciones de vida de las mujeres africanas, apoyando la creación de un movimiento de mujeres fuerte, el desarrollo sostenible del continente africano y fortalecimiento de su democracia.  
Desde sus inicios denunció la "colonización" de la investigación y la utilización de las mujeres como objetos de investigación que han conducido a la proliferación de textos subjetivos sobre las condiciones sociales y la participación de las mujeres en el proceso de desarrollo del continente africano.
Tiene más de mil miembros repartidos entre 22 países africanos, la Diaspora y en Estados Unidos.
Presidenta Odile Ndoumbé Faye

## Historia
La asociación se creó tras una reunión de académicas celebrada en Lusaka, Zambia, en diciembre de 1976. El objetivo era contar con una organización donde defender posiciones propias sobre desarrollo y cuestiones de género. Basada en Dakar, contó con el apoyo del Consejo para el Desarrollo de la Investigación en Ciencias Sociales en África (CODESRIA).
La socióloga senegalesa Fatou Sow en Los retos de una feminista en África explica los inicios de la asociación: 
«La creación de la Asociación de Mujeres Africanas para la Investigación y el Desarrollo en 1977 fue una iniciativa conjunta de mujeres investigadoras y activistas africanas de toda África. En 1976, se organizó una gran reunión en la Universidad de Wellesley  (EE. UU.), de antropólogas feministas estadounidenses sobre el tema: “Mujeres en el desarrollo nacional”. Se había invitado a algunas mujeres africanas, incluidas voces conocidas como Fatima Mernissi (Marruecos), Achola Pala (Kenia), Philomena Steady (Sierra-Leona), Marie-Angélique Savané (Senegal). Reaccionaron rápidamente al discurso dominante y considerado “arrogante” de las feministas estadounidenses: “Estáis hablando de las mujeres africanas, mientras ellas están ausentes de estos debates”. Dieron un portazo y decidieron fundar su propia asociación en el continente. Marie-Angélique Savané se encargó de ello, de ahí la sede en Dakar. Las europeas que vivían en África y trabajaban con mujeres fueron excluidas en los primeros años.»
Se celebraron reuniones periódicas, conferencias y realizaron publicaciones bilingües.  
En 1977, 1983 y 1988 se convocaron asambleas generales en Dakar. En 1995 celebró su asamblea general en Pretoria, Sudáfrica .
En 1986 se inició la publicación de un boletín trimestral, Echo. También la publicación de La revue de l'AFARD de periodicidad semestral. 
En 1990 fundó un centro de documentación.
«Creada en 1977 la Asociación de Mujeres Africanas para la Investigación del Desarrollo (AFARD) ocupa un lugar pionero en el desarrollo de metodologías y conceptos basados en las realidades africanas y el enfoque de género. Su pertenencia a la red DAWN (Alternativas de Desarrollo con Mujeres para una nueva Era), en Nairobi en 1985, permitió unir los caminos plurales de mujeres del Tercer Mundo. Desde su nacimiento, en Bangalore (India) en 1984, esta organización feminista marcó su originalidad al ampliar el tema de la lucha de las mujeres en el Sur» señala la socióloga senegalesa Marèma Touré.

## Objetivo
La organización se creó con el objetivo de permitir a las mujeres africanas definir programas de investigación, sensibilización y formación feminista crítica con vistas a denunciar las políticas y programas que obstaculizan el desarrollo de los países africanos y contribuir así a la consecución de la igualdad entre los sexos a través de “la creación de un movimiento de mujeres fuerte, que combine los derechos humanos con la teoría y la práctica del desarrollo, al tiempo que invierte en investigación, formación y defensa del desarrollo sostenible del continente africano y el fortalecimiento de su democracia”.
En 2013 en una rueda de prensa de Odile Ndoumbé Faye, Secretaria Ejecutiva de AFARD, Mariama Touré Thiam presidenta de AFARD Sénégal, y Oumou Khairy Niang Mbodj, antropóloga e investigadora senegalesa, vicepresidenta de AFARD señalaron que los ejes de acción de AFRAD eran: justicia económica, gobernanza democrática, Violencia de género, Cambio climático y Emigración.
Entre los temas que han focalizado sus trabajos están la situación de las mujeres en el plano legal de la propiedad de la tierra. La falta de paridad en los diferentes espacios más allá del político: el económico, social, cultural, etc.

## Nombres destacados
Odile Ndoumbé Faye, (Senegal)
Fatima Mernissi (Marruecos)
Achola Pala (Kenia)
Philomena Steady (Sierra-Leona)
Marie-Angélique Savané (Senegal)
Marèma Touré  (Senegal)